# Iberischer Segelfalter
Der Iberische Segelfalter (Iphiclides feisthamelii) ist ein Schmetterling aus der Familie der Ritterfalter (Papilionidae). Es war lange Zeit nicht klar, ob Iphiclides feisthamelii nur eine Unterart des Segelfalters (Iphiclides podalirius) oder eine eigenständige Art ist, nach neuen Erkenntnissen ist er aber eine eigene, sowohl nach Genitalpräparat als auch genetisch klar differenzierte Art.

## Merkmale
Die Falter gehören mit einer Flügelspannweite von 60 bis 75 mm zu den größten Tagfaltern Europas. Die Flügel mit blassgelber Grundfarbe werden von schwarzen Streifen durchzogen, welche teilweise in den Hinterflügel übergehen. An der hinteren Innenseite der Hinterflügel befindet sich ein blau-schwarzer Augenfleck, welcher orange umrandet ist. Am Rand des Hinterflügels sind drei sichelförmige blaue Flecken mit schwarzer Umrandung. Wie alle Falter aus der Unterfamilie Papilioninae besitzt auch diese Art schwarze Flügelfortsätze.
Die erwachsenen Raupen haben eine grüne Grundfarbe und sind im Verhältnis zur Körperlänge relativ dick, wobei sie nach hinten immer dünner werden. Auf dem Rücken befinden sich rötliche Punktreihen und eine helle Rückenlinie.

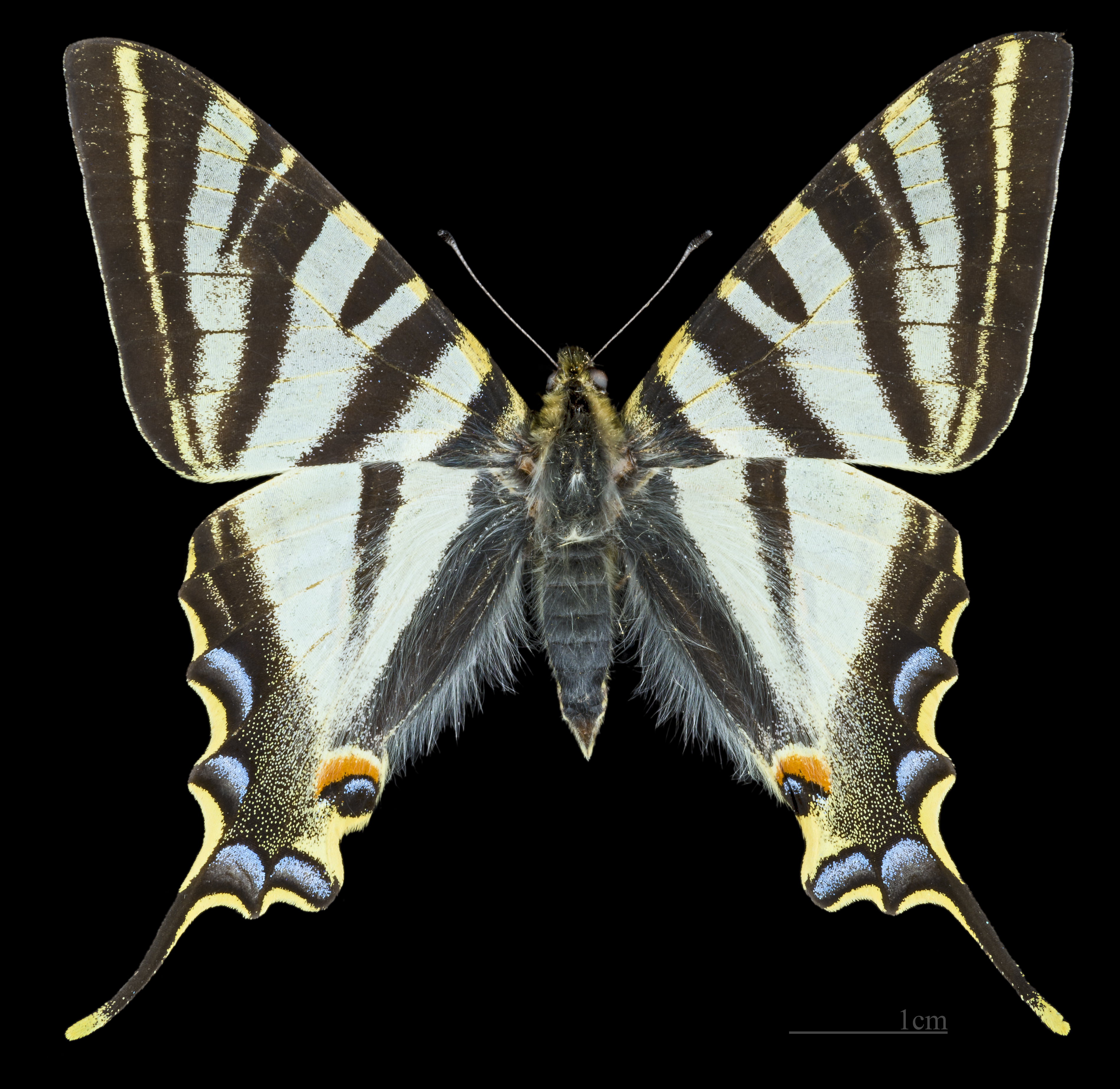
♂
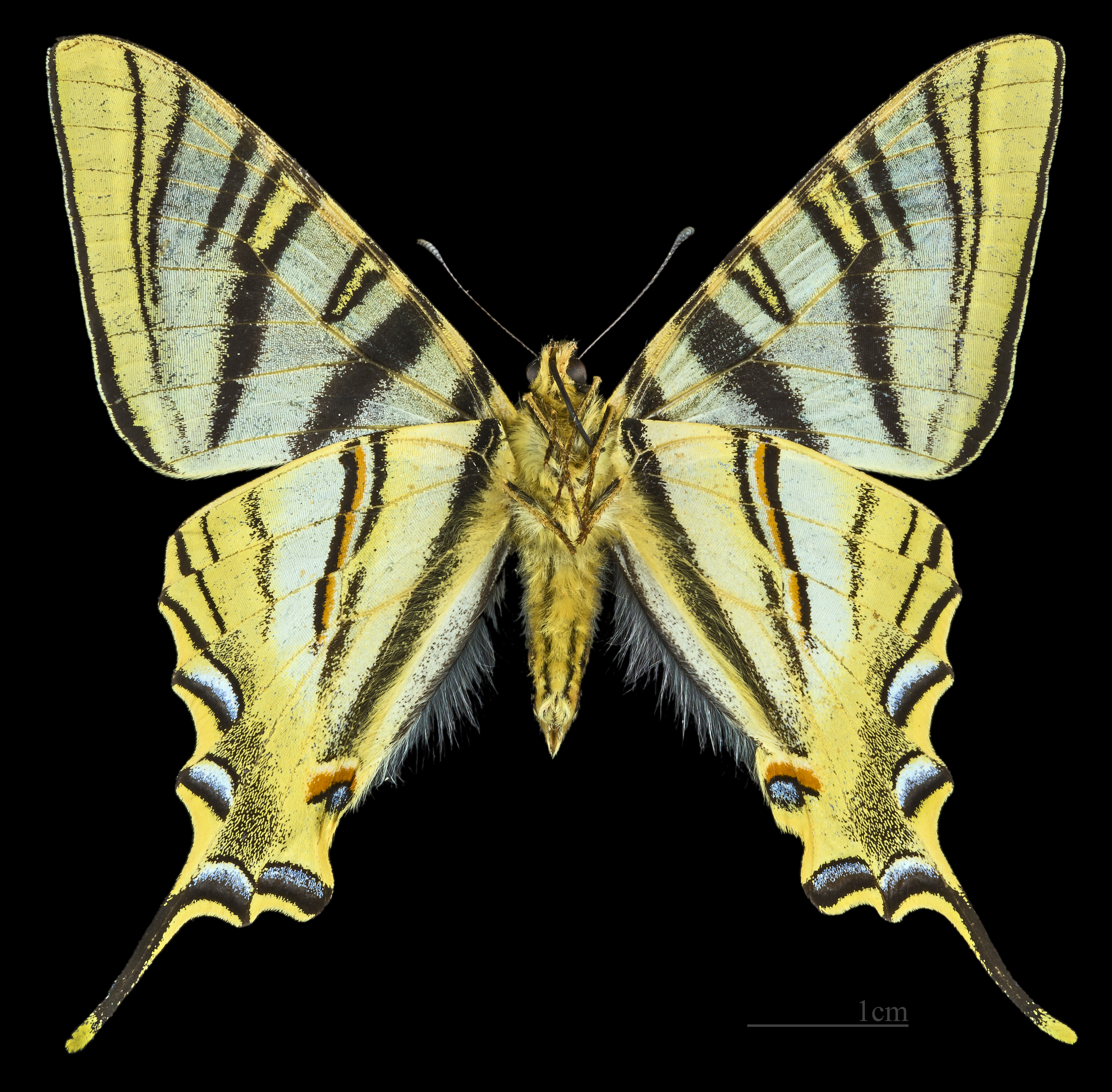
♂ △
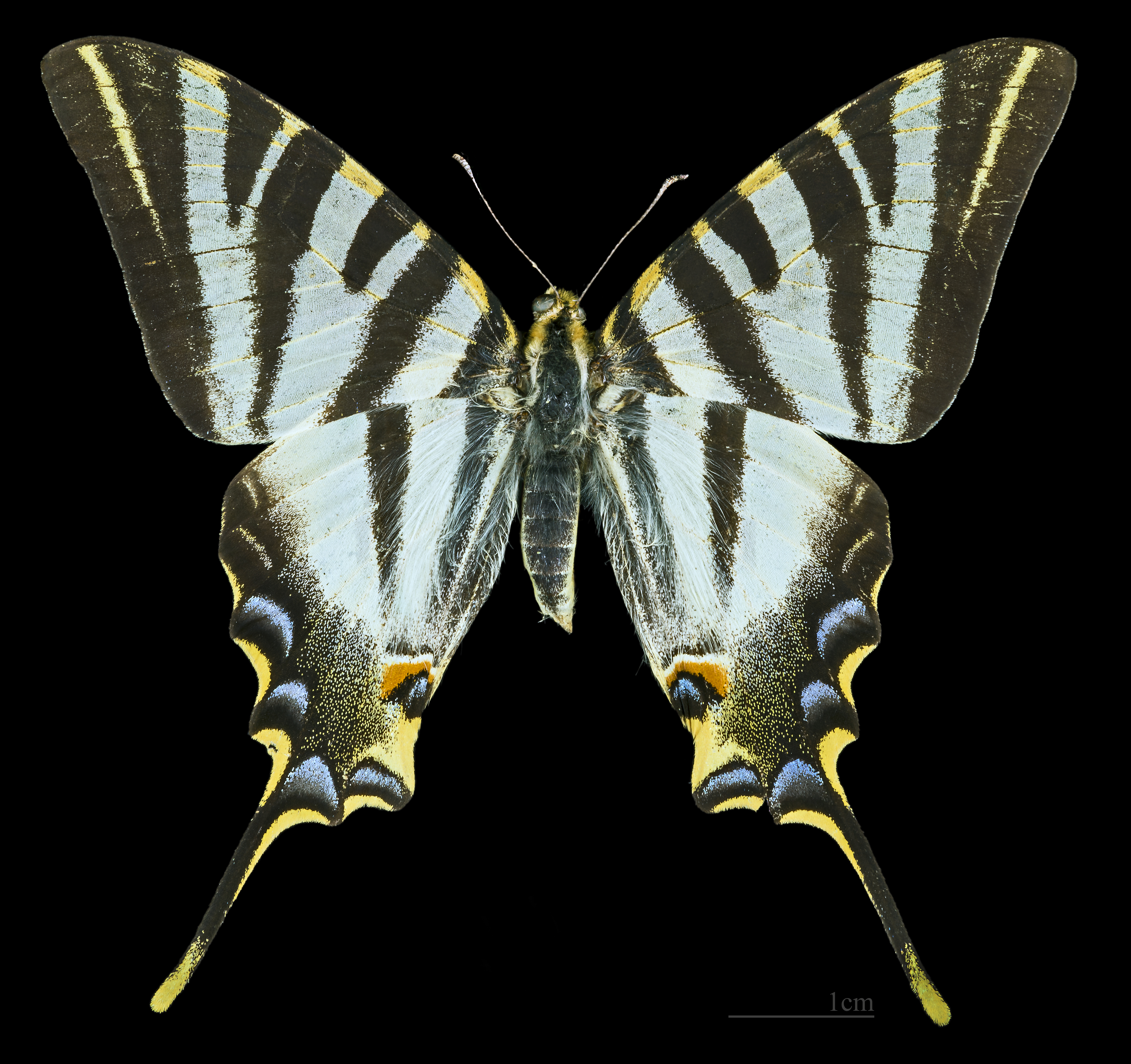
♀
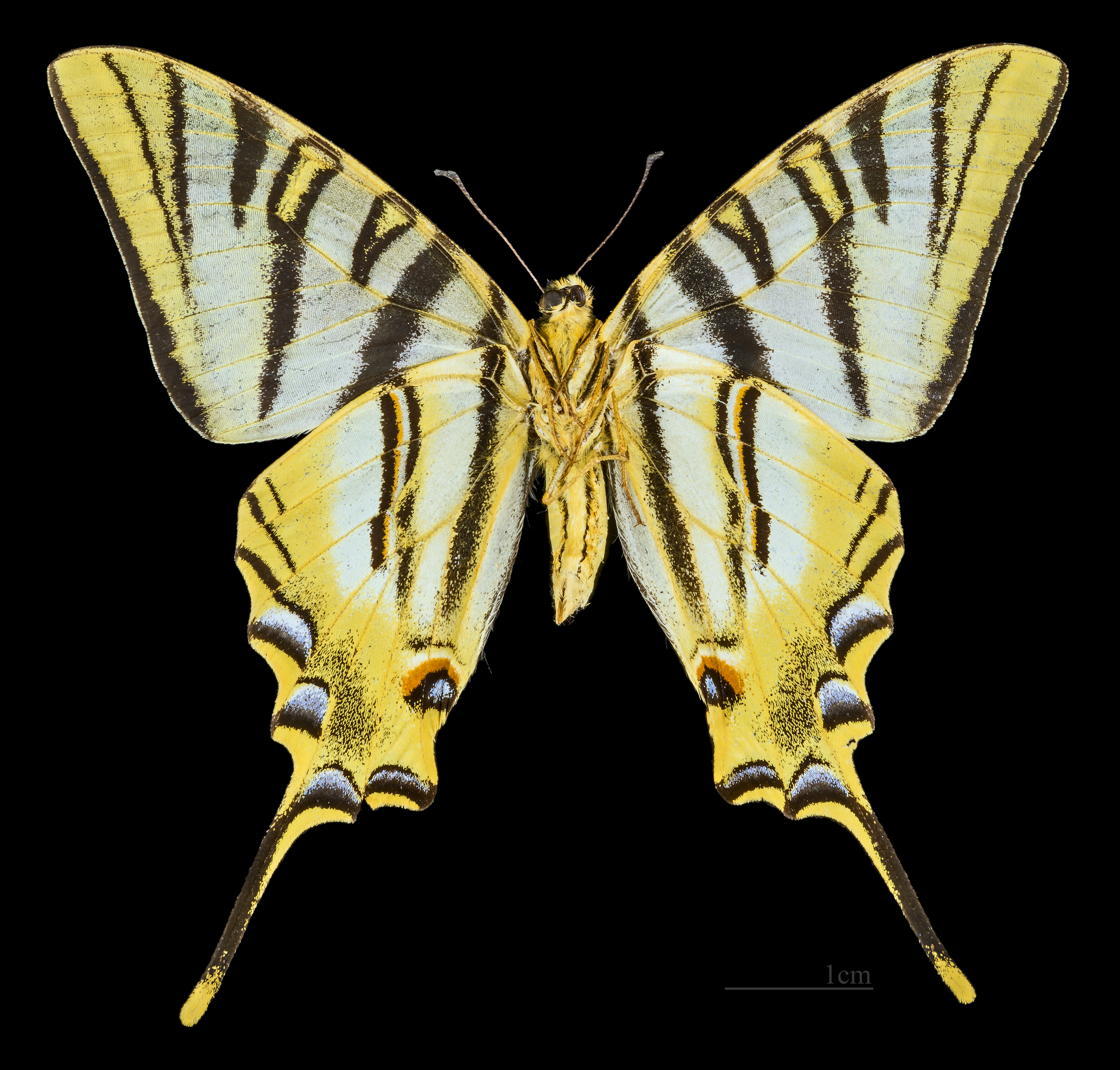
♀ △

### Ähnliche Arten
Es gibt drei ähnliche Arten, nämlich:
- Segelfalter (Iphiclides podalirius)
- Schwalbenschwanz (Papilio machaon)
- Papilio alexanor

Von diesen Arten ist aber nur der Schwalbenschwanz im Verbreitungsgebiet des Iberischen Segelfalters vertreten. Dieser hat allerdings eine etwas andere Zeichnung und eine kräftigere Grundfarbe. Der Segelfalter hat tendenziell ebenso eine kräftigere gelbliche Färbung, dafür sind die Zeichnungselemente meist nicht so kontrastreich. Ein eindeutigeres Unterscheidungsmerkmal ist der orange Balken über dem blau-schwarzen Augenfleck der Hinterflügel, welcher beim Segelfalter relativ breit und hell ist, beim Iberischen Segelfalter dagegen recht schmal und dunkel.

## Lebensweise

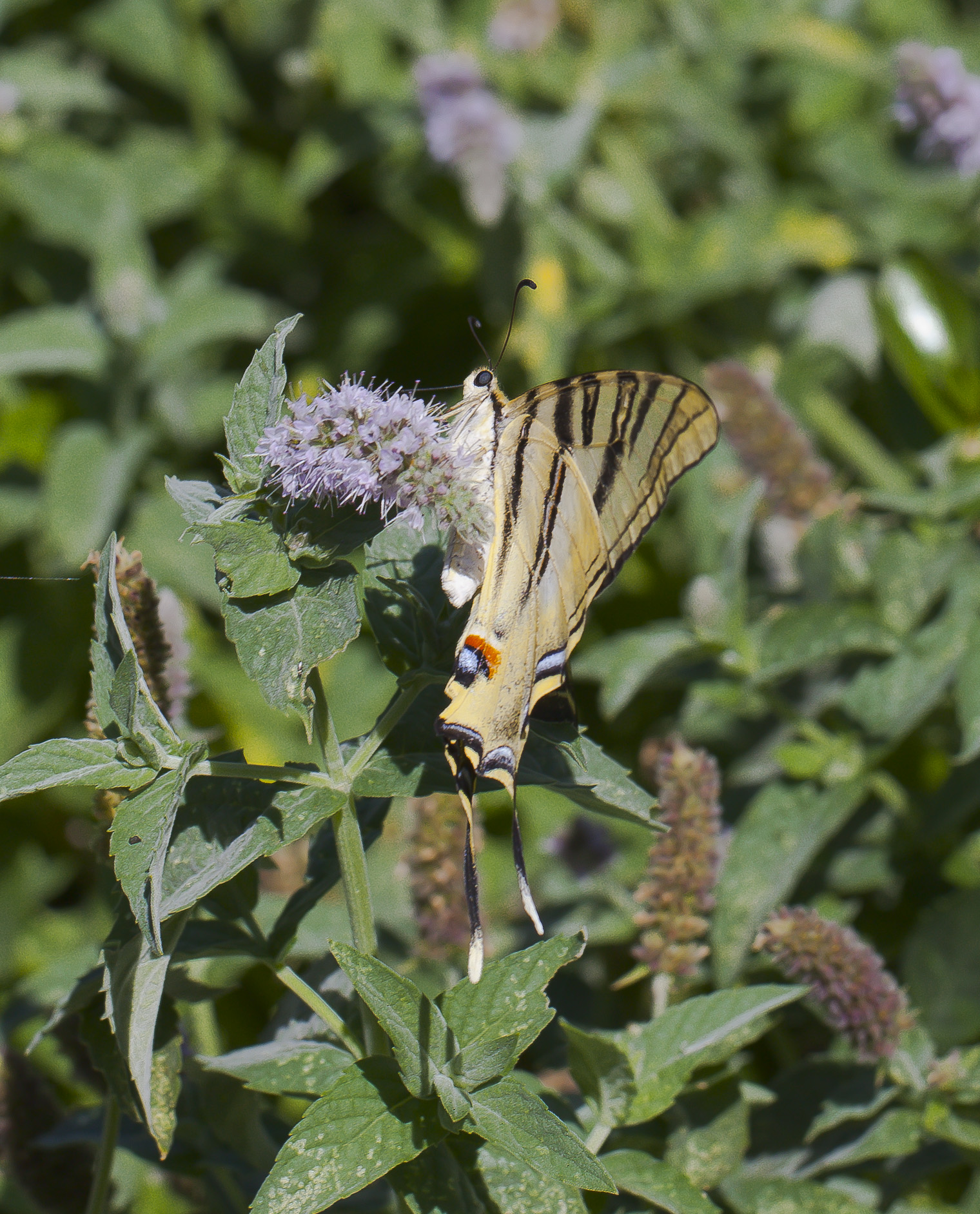
Seitensicht

In den wärmeren Gebieten fliegt die Art von März bis Oktober in mindestens vier Generationen, in kälteren Gebieten treten nur 2 bis 3 Generationen im Jahr auf, und im Gebirge, wo die Art bis zu 2.500 msm vorkommt, bildet die Art oft nur eine Generation pro Jahr aus. Die Art überwintert als Puppe der letzten Generation.
Ebenso wie auch andere Arten aus der Familie der Ritterfalter (Papilionidae), betreibt die Art Gipfelbalz (engl. hilltopping), dabei fliegen, meist die Männchen immer wieder einen Hügel oder eine Bergkuppel hinunter um einen Geschlechtspartner zu finden. Dieses Verhalten zeigt die Art nur bei kleiner Populationsdichte. Bei großer Populationsdichte treffen sich die Geschlechtspartner auch im sonstigen Gelände.

### Nahrung der Raupe
Die Raupen ernähren sich hauptsächlich von:
- Birnen (Pyrus)
- Äpfel (Malus)
- Weißdorne (Crataegus)
- Mehlbeeren (Sorbus)

## Vorkommen und Verbreitung
Der Iberische Segelfalter kommt auf der Iberischen Halbinsel bis in die Ostpyrenäen und Teilen Nordafrikas vor. Als Habitat bevorzugt die Art warme und trockene Wiesen, aber auch Plantagen und Gärten. Die Art kommt bis in eine Höhe von 2.500 m über NHN vor.